# Кларов
Кларов (чеш. Klárov) — открытое пространство в историческом районе Праги Мала-Страна, фактически представляет собой площадь. Является оживленным перекрестком, где сходятся четыре трамвайные линии и находится станция метро Малостранска. Здесь проходят дороги, соединяющие посредством моста Манеса три района Праги на левом берегу Влтавы (Голешовице, Мала-Страна, Градчаны) с районами Йозефов и Старе-Место на правом берегу.

## История
Площадь находится на месте, где раньше существовало старое поселение Писек (чеш. Písek — Песок). Это название связано с тем, что ручей Бруснице намывал много песка при впадении во Влтаву. Ручей и сейчас вливается во Влтаву, но уже в коллекторе.
В 1922 году место было названо в честь Алоиза Клара, который здесь в 1807 году основал Кларов институт слепых. В это время был объявлен архитектурный конкурс на комплексное преобразование территории. Его выиграл молодой Йозеф Штепанек, а позже Богуслав Фукс. Было подготовлено несколько вариантов, но ни один не был реализован.
В парке установлен памятник движению сопротивления 1938—1945 годов работы Владимира Прецлика. Тут также открыт памятник крылатого льва.